# گنجشک ایوار
گنجشک ایوار (نام علمی: Pooecetes gramineus) نام یک گونه از تیره زردپره‌ایان است.